# Damián Manso
Pour les articles homonymes, voir Manso (homonymie).
Damian Manso est un footballeur argentin né le 6 juin 1979 à Rosario en Argentine. Il est milieu de terrain. 
Formé à Newell's Old Boys il débute en première division à l'âge de seize ans, contre Boca Juniors. En 2001, après 144 matchs, il quitte l'Argentine pour le championnat de France : après un transfert avorté à Marseille, il signe finalement au SC Bastia pour un prêt d'un an assorti d'une option d'achat à 50 MF (environ 7 M€). Lens avait déjà proposé 70 MF (environ 10 M€) pour le recruter en 2000. Il réalise une saison correcte mais le club corse n'a pas les moyens de payer son transfert définitif.
Il retourne alors en Argentine, au CA Independiente de 2003 à 2004. Une nouvelle fois il retourne à Newell's. Il y remporte le tournoi d'ouverture de 2004. En 2006 il retente sa chance en Europe dans le club grec Skoda Xanthi. En 2007 il rejoint l'Équateur et le club de LDU Quito. Il remporte le championnat d'Équateur 2007, puis la Copa Libertadores 2008. Son club est ainsi qualifié pour le championnat du monde des clubs 2008. En finale son club s'incline contre Manchester United. Il est élu ballon de bronze du tournoi. En 2009 il signe à Pachuca, club Mexicain. 

## Palmarès
| Titre                                                      | Club              | Année |
| ---------------------------------------------------------- | ----------------- | ----- |
| Tournoi d'ouverture                                        | Newell's Old Boys | 2004  |
| Championnat d'Équateur                                     | LDU de Quito      | 2007  |
| Copa Libertadores                                          | LDU de Quito      | 2008  |
| Finaliste de la Coupe du monde des clubs de la FIFA        | LDU de Quito      | 2008  |
| Ballon de bronze de la Coupe du monde des clubs de la FIFA | LDU Quito         | 2008  |
| Ligue des champions de la CONCACAF                         | Pachuca           | 2010  |